# Andamanesiska språk
Andamanesiska språk är en språkfamilj bestående av 12 olika språk som talas (eller talades) av urbefolkningen på Andamanerna i Bengaliska viken. Sannolikt hör även sentinelesiska, det okända språket som talas på ön Norra Sentinel, till familjen, men detta har inte gått att belägga. Det har inte heller gått att belägga något släktskap mellan andamanesiska språk och andra språkfamiljer. Joseph Greenbergs indo-pacifiska hypotes som sammanför de andamanesiska språken med papuanska språk från Nya Guinea har inte blivit allmänt accepterad.
De andamanesiska språken är agglutinativa språk, med omfattande system av suffix och prefix.  En udda egenskap hos språken är den flitiga användningen av prefix som kopplar substantiv och adjektiv till olika kroppsdelar.  Här är ett exempel från språket Aka-bea på hur adjektivet yop (mjuk) modifieras av kroppsdelsprefix:
- En kudde är ot-yop "rund-mjuk", från prefixet ot- som har att göra med huvud eller hjärta.
- Ett spö är ôto-yop "böjlig", från prefixet ôto- för långa saker.
- En penna är aka-yop "spetsig", från prefixet aka- "tunga".
- Ett nedfallet träd är ar-yop, "ruttet", från prefixet ar- som har att göra med lemmar eller upprätta saker.

De andamanesiska språken enligt S Manoharan:
- Storandamanesiska språk
  - Sydliga storandamanesiska språk
    - Aka-Bea
    - Akar-Bale

  - Centrala storandamanesiska språk
    - Aka-Kede
    - Aka-Kol
    - Oko-Juwoi
    - A-Pucikwar

  - Nordliga storandamanesiska språk
    - Aka-Cari
    - Aka-Kora
    - Aka-Jeru; 36 talare kvar 1997, tvåspråkiga i Hindi.
    - Aka-Bo
- Ongan-språk eller Sydandamanesiska språk
  - Önge; 96 talare kvar 1997, mestadels enspråkiga
  - Jarawa; uppskattningsvis 200 talare 1997, enspråkiga

Dessutom oklassificerat: 
- Sentinelesiska; kanske 50-250 talare, befolkningen är okänd och ej i kontakt med resten av mänskligheten.

Utdöda språk i kursiv stil.  Se även Ethnologue för en alternativ klassificering.